# Pawel Chrupalla
Pawel Chrupalla (Szprotawa, 2003. március 16. –) norvég és lengyel korosztályos válogatott labdarúgó, a Wisła Płock középpályása kölcsönben a Rosenborg csapatától.

## Pályafutása

### Klubcsapatokban
Chrupalla a lengyelországi Szprotawa városában született. Az ifjúsági pályafutását a norvég Fredrikstad csapatában kezdte, majd a Rosenborg akadémiájánál folytatta.
2021-ben mutatkozott be a Rosenborg első osztályban szereplő felnőtt keretében. Először a 2022. június 25-ei, Kristiansund ellen 3–1-re megnyert mérkőzés 76. percében, Bryan Fiabema cseréjeként lépett pályára. Első gólját 2022. július 23-án, a Tromsø ellen hazai pályán 3–0-ás győzelemmel zárult találkozón szerezte meg. 2021 és 2023 között a Stjørdals-Blink és a Kristiansund, illetve a lengyel Wisła Płock csapatát erősítette kölcsönben.

### A válogatottban
Chrupalla az U17-es és az U20-asban Lengyelországot, míg az U18-as korosztályos válogatottban Norvégiát képviselte.

## Statisztikák
2023. február 19. szerint
| Klub                         | Szezon   | Osztály     | Bajnokság | Bajnokság | Kupa  | Kupa | Nemzetközi | Nemzetközi | Összesen | Összesen |
| Klub                         | Szezon   | Osztály     | Meccs     | Gól       | Meccs | Gól  | Meccs      | Gól        | Meccs    | Gól      |
| ---------------------------- | -------- | ----------- | --------- | --------- | ----- | ---- | ---------- | ---------- | -------- | -------- |
| Stjørdals-Blink (kölcsönben) | 2021     | OBOS-ligaen | 1         | 0         | 0     | 0    | —          | —          | 1        | 0        |
| Rosenborg                    | 2022     | Eliteserien | 4         | 1         | 1     | 0    | —          | —          | 5        | 1        |
| Kristiansund (kölcsönben)    | 2022     | Eliteserien | 9         | 0         | 1     | 0    | —          | —          | 10       | 0        |
| Wisła Płock (kölcsönben)     | 2022–23  | Ekstraklasa | 2         | 0         | 0     | 0    | —          | —          | 2        | 0        |
| Összesen                     | Összesen | Összesen    | 16        | 1         | 2     | 0    | 0          | 0          | 18       | 1        |